# Archidiócesis de Valladolid
La archidiócesis de Valladolid (en latín: Archidioecesis Vallisoletana) es una circunscripción eclesiástica de la Iglesia católica en España. Se trata de una arquidiócesis latina, sede metropolitana de la provincia eclesiástica de Valladolid. Desde el 17 de junio de 2022 su arzobispo es Luis Javier Argüello García.

## Territorio y organización

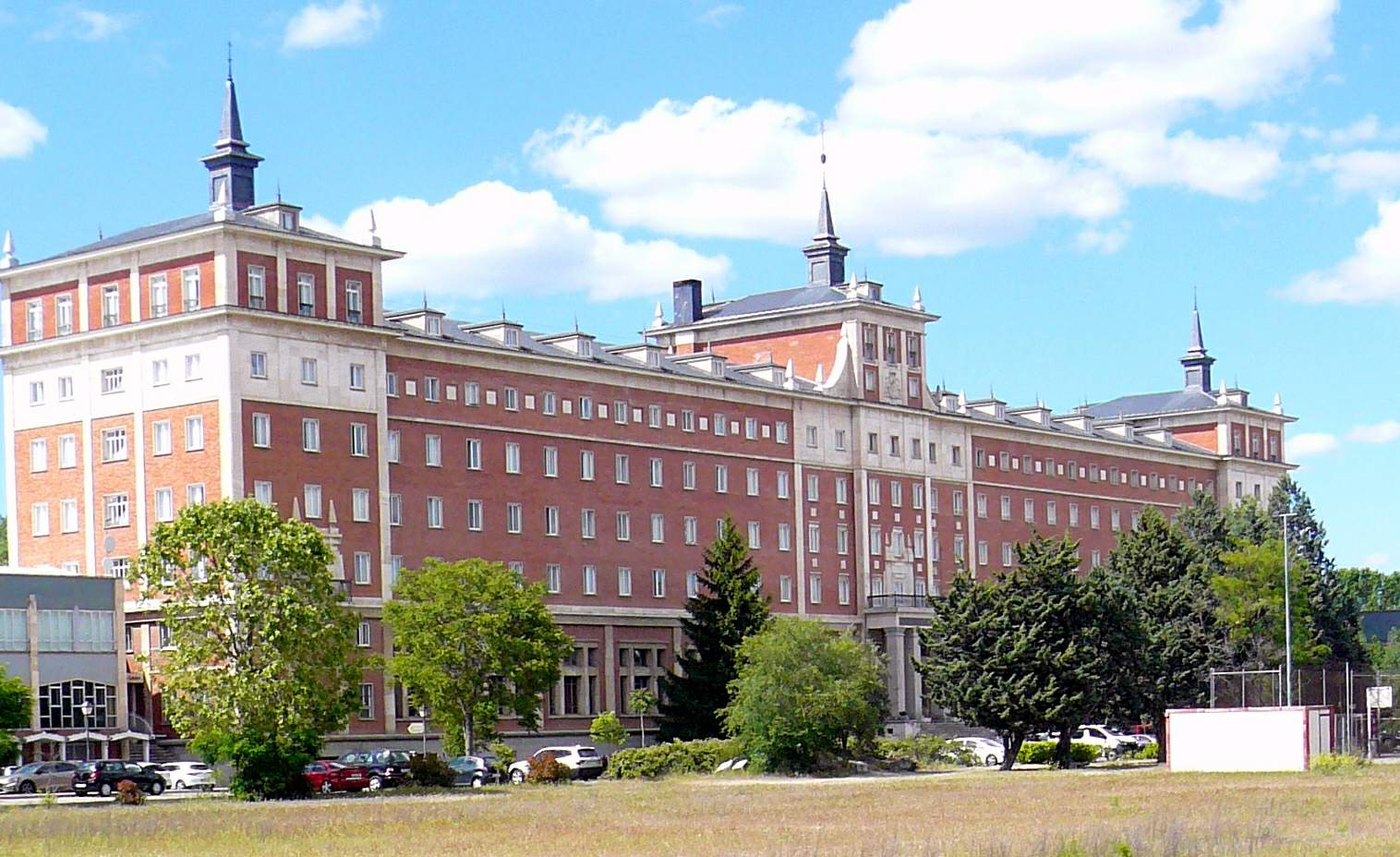
Seminario Mayor Diocesano de Valladolid

La archidiócesis tiene 8073 km² y extiende su jurisdicción sobre los fieles católicos de rito latino residentes en la provincia de Valladolid en la comunidad autónoma de Castilla y León, excepto los municipios de Roales de Campos y Quintanilla del Molar.
La sede de la archidiócesis se encuentra en la ciudad de Valladolid, en donde se halla la Catedral de Nuestra Señora de la Asunción y la basílica menor y Santuario Nacional de la Gran Promesa. 
La arquidiócesis tiene como sufragáneas a las diócesis de: Ávila, Ciudad Rodrigo, Salamanca, Segovia y Zamora.
En 2022 en la archidiócesis existían 304 parroquias agrupadas en 9 arciprestazgos, a su vez agrupados en 2 vicarías:
- el vicariato urbano esta constituido por 4 arciprestazgos: Centro, Este, Oeste y Sur;
- el vicariato rural comprende 5 arciprestazgos: Alrededores, Campos, Duero, Medina y Pinares.

## Historia
La diócesis de Valladolid fue erigida el 25 de septiembre de 1595 con la bula Pro Excellenti del papa Clemente VIII, obteniendo el territorio de la diócesis de Palencia. La erección de la nueva diócesis puso fin a los conflictos centenarios entre los abades de Valladolid y los obispos de Palencia.
El seminario diocesano fue fundado por el primer obispo de Valladolid, Bartolomé de la Plaza, el 28 de septiembre de 1598.
La catedral fue construida en 1688, de la cual una torre se derrumbó en 1841.
Tras el concordato entre España y la Santa Sede de 1851, el 4 de julio de 1857 fue elevada al rango de archidiócesis metropolitana en virtud de la bula Vicariam Potestatem del papa Pío IX.
Mientras tanto, en 1855 se había construido el nuevo seminario diocesano.
El 17 de octubre de 1954, en virtud del decreto Quum sollemnibus de la Congregación Consistorial, se revisaron los límites de la archidiócesis para hacerlos coincidir con los de la provincia civil, en aplicación del concordato entre la Santa Sede y el gobierno español de 1953. La archidiócesis de Valladolid cedió la parroquia de Tarazona de Guareña a la diócesis de Salamanca, pero adquirió 187 de ellas, es decir todas las que estaban dentro de los límites de la provincia de Valladolid, pero que pertenecían a la diócesis de Ávila (23), León (45), Palencia (89), Segovia (16) y Zamora (14).

## Estadísticas
Según el Anuario Pontificio 2023 la arquidiócesis tenía a fines de 2022 un total de 434 583 fieles bautizados.
| Año                                                                             | Población            | Población | Población      | Sacerdotes | Sacerdotes    | Sacerdotes    | Bautizados por sacerdote | Diáconos permanentes | Religiosos | Religiosos | Parroquias |
| Año                                                                             | Bautizados católicos | Total     | % de católicos | Total      | Clero secular | Clero regular | Bautizados por sacerdote | Diáconos permanentes | Varones    | Mujeres    | Parroquias |
| ------------------------------------------------------------------------------- | -------------------- | --------- | -------------- | ---------- | ------------- | ------------- | ------------------------ | -------------------- | ---------- | ---------- | ---------- |
| 1950                                                                            | 200 000              | 200 000   | 100.0          | 310        | 201           | 109           | 645                      |                      | 275        | 1380       | 94         |
| 1969                                                                            | 382 112              | 382 312   | 99.9           | 743        | 422           | 321           | 514                      |                      | 738        | 2817       | 197        |
| 1980                                                                            | 472 789              | 481 054   | 98.3           | 610        | 311           | 299           | 775                      |                      | 576        | 1849       | 309        |
| 1990                                                                            | 495 000              | 499 259   | 99.1           | 625        | 322           | 303           | 792                      |                      | 683        | 1931       | 302        |
| 1999                                                                            | 443 426              | 488 620   | 90.8           | 524        | 289           | 235           | 846                      | 4                    | 397        | 1592       | 306        |
| 2000                                                                            | 450 274              | 492 032   | 91.5           | 515        | 291           | 224           | 874                      | 4                    | 377        | 1561       | 307        |
| 2001                                                                            | 440 115              | 484 261   | 90.9           | 515        | 297           | 218           | 854                      | 5                    | 362        | 1552       | 308        |
| 2002                                                                            | 446 121              | 495 690   | 90.0           | 500        | 290           | 210           | 892                      | 5                    | 344        | 1539       | 309        |
| 2003                                                                            | 442 357              | 501 157   | 88.3           | 466        | 259           | 207           | 949                      | 5                    | 332        | 1511       | 309        |
| 2004                                                                            | 455 672              | 506 302   | 90.0           | 541        | 295           | 246           | 842                      | 5                    | 434        | 1476       | 310        |
| 2010                                                                            | 453 527              | 533 561   | 85.0           | 450        | 257           | 193           | 1007                     | 10                   | 430        | 1397       | 307        |
| 2014                                                                            | 452 217              | 532 021   | 85.0           | 408        | 237           | 171           | 1108                     | 9                    | 418        | 1291       | 305        |
| 2017                                                                            | 444 624              | 523 088   | 85.0           | 440        | 235           | 205           | 1010                     | 11                   | 434        | 1275       | 305        |
| 2020                                                                            | 442 609              | 520 716   | 85.0           | 402        | 215           | 187           | 1101                     | 11                   | 406        | 1225       | 304        |
| 2022                                                                            | 434 583              | 517 360   | 84.0           | 389        | 200           | 189           | 1117                     | 10                   | 384        | 1138       | 304        |
| Fuente: Catholic-Hierarchy, que a su vez toma los datos del Anuario Pontificio. |                      |           |                |            |               |               |                          |                      |            |            |            |

Durante el curso 2018-2019, según estadísticas oficiales, estudiaron 9 seminaristas en el Seminario Mayor diocesano. y se ordenaron dos nuevos sacerdotes.
Además, en la ciudad de Valladolid se encuentra el Real Colegio de San Albano, institución real fundada por el rey Felipe II que forma a seminaristas católicos ingleses. Su rector tiene dignidad de prelado y constituye una institución separada de la archidiócesis.

## Episcopologio
El actual arzobispo metropolitano, desde 2022, es Luis Javier Argüello García.